# Medal Aizsargów „Za Pracowitość”
Medal Aizsargów „Za Pracowitość” (łot. Aizsargu medaļa "Par centību") – odznaczenie przyznawane w okresie międzywojennym zasłużonym członkom łotewskiej ochotniczej formacji obrony terytorialnej Aizsargi i innym osobom, które wniosły znaczący wkład na polu obrony terytorialnej i utrzymania porządku w Republice Łotewskiej. 
Przeznaczony był do odznaczania członków niższej rangi tej formacji.

## Historia odznaczenia
Medal ten został ustanowiony w 1939 i był przyznawane za szczególny wysiłek zbrojny członków organizacji Aizsargi w obronie Łotwy podczas walk z sowietami w wojnie w latach 1918-1920, a także za wkład w utrzymaniu porządku w kraju w okresie po zakończeniu wojny. Odznaczenie nadawane było przez prezydenta Łotwy do 20 marca 1939.
W sumie odznaczono jedynie kilkaset osób.

## Wygląd
Medal Obrońców „Za Pracowitość” miał średnicę 27 mm.
Na awersie przedstawiono dłoń z uniesionym nagim mieczem. Po lewej stronie gałązkę dębową, w tle stylizowane słońce z trzema gwiazdami, symbolizującymi trzy prowincje Łotwy: Liwonię (dawne Inflanty szwedzkie), Łatgalię (dawne Inflanty polskie) i Kurlandię z Semigalią.
Rewers medalu przedstawia napis PAR CENTĪBU (za pracowitość) otoczony wieńcem laurowo-dębowym, z krótszą gałązką dębową.
Wstążka medalu – o szerokości 28 mm – wykonana z mory w kolorze zielonym z dwoma białymi paskami umieszczonymi symetrycznie po prawej i lewej stronie wstążki.